# حسن بيتميز
حسن بيتميز ( بالتركية : Hasan Bitmez ؛ ‏ ديسمبر 1969 - 14 ديسمبر 2023 ) سياسي تركي وعضو في الجمعية الوطنية الكبرى لتركيا من حزب "السعدات".

## سيرة شخصية
ولد حسن بتميز في بلدة الوكرة في 15 كانون الأول (ديسمبر) 1969  . درس في مدرسة الإمام الخطيب الدينية بإسطنبول  ، ودرس في جامعة الأزهر ( مصر .
وكان بيتميز عضوا في حزب " السعدات "، وهو حزب إسلامي معارض صغير يدعم كمال كيليجدارولو ، المعارض للرئيس التركي رجب طيب أردوغان  . وفي 12 ديسمبر 2023، أثناء حرب السيوف الحديدية ، ألقى خطابًا مناهضًا لإسرائيل على مسرح البرلمان التركي، هاجم فيه أردوغان لاستمرار العلاقات مع إسرائيل . وصعد إلى منصة المتحدثين حاملا لافتة كتب عليها "إسرائيل تقتل - حزب العدالة والتنمية يتعاون". وهدد في كلمته بأن "إسرائيل ستعاني من غضب الله". وبعد ذلك مباشرة انهار وارتطم رأسه بالأرض . توفي في مستشفى بلدية أنقرة-بيلكنت بعد يومين [2] ، قبل يوم واحد من عيد ميلاده الرابع والخمسين [4] . وعندما انهار، هتف نواب حزب العدالة والتنمية "هذا غضب الله". ودُفن بيتميز في مقبرة المركزفندي بإسطنبول. وبعد وفاته، تفكك تحالف "سعدات وجلجاك" [hebrew 1] ، لأنه فشل في الحفاظ على حصة 20 ممثلًا للاتحاد. بيتمان، جزء من "سادت" - تجسيد إسلامي ألماني لـ "التعبير التركي" - يايا بنومو هنشيا أردوان، دبر شبيا لاد تم إنشاء بيكا على سطح المكتب من نوع جديد من المنافذ من أجل الوصول إلى هنا.
. هناك العديد من الأشياء التي تم نشرها في "الأشياء الموجودة في أنوشوت" و"الحضارة القديمة" من البهجة.
حسن بيتميز هو العضو الرابع في البرلمان في تاريخ تركيا الذي توفي أثناء أو بعد حدث وقع في الجمعية الوطنية. كان متزوجاً وأباً لبنت واحدة.